# Awdry Vaucour
Awdry Vaucour (Topcliffe, 8 marzo 1890 – Monastier di Treviso, 16 luglio 1918) è stato un aviatore inglese.
Il Major Awdry Morris Vaucour è stato un Asso dell'aviazione della prima guerra mondiale accreditato con sette vittorie aeree, di cui quattro in Italia. Per parte della sua carriera ha volato con l'osservatore/mitragliere Alan Bott, che sarebbe diventato un asso alla sua destra. Valcour è stato ucciso in Italia in un incidente da "Fuoco amico", quando è stato abbattuto da un pilota di un Hanriot HD.1 italiano

## Biografia
Vaucour, dopo aver prestato servizio come cadetto nel Corpo di addestramento degli ufficiali della Università di Londra, è stato commissionato come sottotenente temporaneo al Royal Field Artillery il 1º settembre 1914, subito dopo lo scoppio della prima guerra mondiale
Il 28 settembre 1915 Vaucour volò in missione di ricognizione su Valenciennes e Douai, pilotato dal capitano Euan Rabagliati, completando la missione nonostante la fitta nube e il pesante fuoco antiaerea sull'obiettivo. Entrambi gli uomini sono stati successivamente insigniti della Military Cross. Poco dopo, il 22 novembre, Vaucour fu ufficialmente nominato ufficiale di volo (osservatore) nel Royal Flying Corps. Vaucour, ancora elencato come membro della Royal Field Artillery, ha ricevuto anche una Menzione nei dispacci da parte del feldmaresciallo Sir John French il 30 novembre, "per il servizio galante e distinto sul campo".
Vaucour si è poi qualificato come pilota, ricevendo il Certificato di aviazione Royal Aero Club Aviator numero 2765 dopo aver volato su un biplano Maurice Farman alla Military Flying School di Catterick Bridge nel North Yorkshire il 10 aprile 1916. È stato inviato al No. 70 Squadron RFC, sui Sopwith 1½ Strutter. Il 24 agosto, lui e il suo osservatore, il tenente Alan Bott, vennero colpiti e costretti ad atterrare da Leopold Reimann della Jagdstaffel 1. Tuttavia, il 2 settembre, lui e Bott distrussero un Fokker Eindecker su Bourlon, e venti minuti dopo, ne costrinsero verso il basso un altro fuori controllo. Hanno anche distrutto un Fokker E su Hendicourt il 15 settembre, lo stesso giorno in cui Vaucour è stato nominato Flight commander con il grado di capitano. Nel giro di un mese gli era stata assegnata la sua croce militare.
Vaucour ritornò in Inghilterra e per breve tempo fu inviato al No. 28 Reserve Squadron con sede a Castle Bromwich nel West Midlands (contea), prima di essere nominato istruttore presso la Central Flying School di Upavon il 23 gennaio 1917. È rimasto lì fino al 22 agosto.
Tornò quindi a combattere in Italia, e dopo essere stato nominato comandante di squadriglia con il grado di maggiore, divenne Comandante (grado militare) del No. 45 Squadron RFC il 24 agosto. Il 24 settembre è stato promosso tenente della Royal Artillery, pur rimanendo distaccato presso la RFC con il suo grado.
Il 27 febbraio 1918, pilotando un Sopwith Camel, abbatte due Albatros D.III su Oderzo-Ponte di Piave. Il 18 aprile ha ricevuto una seconda menzione nei dispacci per "servizi distinti e galanti e devozione al dovere", dal generale Herbert Plumer, I visconte Plumer, e il 3 giugno è stato insignito della Distinguished Flying Cross durante i Birthday Honours. Ha continuato ad abbattere altri due aerei nemici il 19 e il 25 giugno.
Vaucour fu ucciso in azione il 16 luglio 1918, quando venne erroneamente abbattuto da un Hanriot HD.1 della 78ª Squadriglia aeroplani da caccia italiana del Tenente Alberto Moresco vicino a Monastier di Treviso. Fu sepolto nel cimitero comunale di Montecchio Precalcino, e viene commemorato sul monumento ai caduti nella chiesa cattolica romana di Santa Maria Maddalena di Bexhill-on-Sea, nel Sussex. Nel novembre 1918 fu insignito postumo della Medaglia d'argento al Valor Militare.